# Micaria pallida
Micaria pallida är en spindelart som beskrevs av O. Pickard-Cambridge 1885. Micaria pallida ingår i släktet Micaria och familjen plattbuksspindlar. Inga underarter finns listade i Catalogue of Life.